# Magic: The Very Best of Olivia Newton-John
Magic: The Very Best of Olivia Newton-John è un album di raccolta della cantante britannico-australiana Olivia Newton-John, pubblicato nel 2001.

## Tracce
1. Let Me Be There - 2:58
2. If You Love Me (Let Me Know) - 3:12
3. I Honestly Love You - 3:37
4. Have You Never Been Mellow - 3:31
5. Please Mr. Please - 3:23
6. Come On Over - 3:41
7. Don't Stop Believin' - 3:37
8. Sam - 3:43
9. You're the One That I Want - 2:49 (con John Travolta)
10. Hopelessly Devoted To You - 3:06
11. Summer Nights - 3:36 (con John Travolta)
12. A Little More Love - 3:28
13. Deeper Than the Night - 3:37
14. Magic - 4:30
15. Xanadu - 3:29 (con Electric Light Orchestra)
16. Suddenly - 4:01 (con Cliff Richard)
17. Physical - 3:43
18. Make a Move on Me - 3:16
19. Heart Attack - 3:07 (Ed. Deluxe 2021)
20. Twist of Fate - 3:38 (Ed. Deluxe 2021)
21. The Grease Megamix - 4:50 (con John Travolta)